# Подребер (община Доброва-Полхов Градец)
Вижте пояснителната страница за други значения на Подребер.
Подребер (на словенски: Podreber) е село в Словения, Средна Словения, община Доброва-Полхов Градец. Според Националната статистическа служба на Република Словения през 2002 г. селото има 113 жители.